# Орловка (ЗАТО Северск)
Орло́вка — посёлок в городском округе ЗАТО Северск Томской области.

## География
Посёлок расположен в 69 километрах от Томска, на правом берегу Томи, недалеко от её впадения в Обь, между впадающей в Томь рекой Мостовкой и болотом, где ведёт разработки местное торфопредприятие. Внутри территории посёлка впадает в Томь река Чёрная.

## История
Населённый пункт известен с 1865-х годов как деревня Орёл Нелюбинской волости, позже имел название Орловская Пристань. Поочерёдно входил в состав Томского уезда, Томского округа и Томского района. В 1997 году включён в состав ЗАТО Северск.
В конце XIX — начале XX веков, помимо сельского хозяйства, население занималось рыбной ловлей (особое значение имел лов муксуна), заготовкой и поставкой дров на пароходы, которые там использовались в качестве топлива, как в период навигации, так и во время зимовки судов в соседнем Самусьском затоне.

## Население
| 2012 | 2013 | 2014 | 2015 | 2021 |
| ---- | ---- | ---- | ---- | ---- |
| 819  | →819 | →819 | →819 | ↘712 |

## Инфраструктура
Орловская средняя общеобразовательная школа. Торфопредприятие. Нефтеперекачивающая станция НПС «Орловка» АО «Транснефть - Западная Сибирь».

## Уличная сеть
Улицы: Герцена, Заречная, Кирова, Кордон, Космонавтов, Ленина, Мира, Чехова, Чкалова. Переулки: 1 Мая, 1905 года, Болотный, Водяной, Гоголя, Лазо, Новый, Школьный.

## Транспорт
До посёлка осуществляются регулярные автобусные рейсы от автовокзала Томска, делающие в черте города несколько дополнительных остановок, и из города Северска.